# Орестијада
Орестијада или Орестијас (грч. Ορεστιάδα Orestiada) градић је у Грчкој, у области Тракије. Орестијада припада округу Еврос у оквиру периферије Источна Македонија и Тракија.

## Положај
Орестијада је најдаљи грчки град од главног града Атине, готово 1000 км. Град се налази близу државне тромеђе са Бугарском и Турском, у области средишње Тракије. Орестијада се сместила у доњем делу Тракијске равнице, 2 км западно од реке Марице (која је овде граница са Турском). Западно од града издижу се најисточнији огранци Родопа.

## Становништво
У последња три пописа кретање становништва Орестијаде било је следеће:
| 1981.  | 1991.  | 2001.  |
| ------ | ------ | ------ |
| 14.727 | 12.691 | 15.246 |

Кретање броја становника у општини по пописима:
| 1981. | 1991.  | 2001.  | 2011.  |
| ----- | ------ | ------ | ------ |
| -     | 19.669 | 21.862 | 37.695 |